# Oratorio di San Luca a Quaracchi
L'oratorio di San Luca a Quaracchi è un luogo di culto cattolico che si trova in via di Cammori nel sobborgo di Quaracchi, a Firenze.

## Storia e descrizione
Il piccolo oratorio, oggi ristrutturato e convertito in civile abitazione, comunque mantenendo l'aspetto originario, è l'unica testimonianza dell'antico convento femminile agostiniano di San Luca a Quaracchi, le cui monache, nel 1346 si trasferirono entro le mura, in quello che fu poi detto Educandato di Foligno. Già a quell'epoca le monache avevano venduto i terreni e probabilmente anche gli stabili del vecchio monastero, che vennero trasformati in edilizia rurale. Solo la cappella venne mantenuta, ristrutturandola poi nel Sei-Settecento, secondo le forme ancora oggi visibili, con un portale alla sommità di una gradinata e finestre contornate da cornici di pietra.
Il nome di San Luca fu recuperato qualche secolo dopo per un monastero agostiniano in via San Gallo.